# Châteaugay
Châteaugay är en kommun i departementet Puy-de-Dôme i regionen Auvergne-Rhône-Alpes i centrala Frankrike. Kommunen ligger i kantonen Riom-Ouest som tillhör arrondissementet Riom. År 2022 hade Châteaugay 3 143 invånare.

## Befolkningsutveckling
Antalet invånare i kommunen Châteaugay
| Referens: INSEE |